# Hospice royal Saint-Ferdinand
L'hospice royal Saint-Ferdinand est un édifice du XVIIIe siècle, œuvre de Pedro de Ribera, qui se distingue par son portail baroque churrigueresque, considéré comme le chef-d'œuvre de l'architecte et un joyau du style baroque madrilène. Il est situé dans le quartier Centro de Madrid (Espagne).
Au XXe siècle, il a commencé à être utilisé pour des expositions, ce qui a conduit à sa transformation en musée municipal, aujourd'hui connu sous le nom de musée d'histoire de Madrid.

## Histoire

### Origines
Les origines de l'hospice remontent au travail du prêtre Simón de Rojas, canonisé en 1988. Né en 1552 à Valladolid, il a travaillé de nombreuses années dans des couvents, d'abord à Salamanque puis à Tolède, et a passé les vingt dernières années de sa vie à Madrid, à la demande du roi Philippe III, qui souhaitait qu'il soit muté à la Cour.
Dans cette ville, il développa une grande œuvre en faveur des pauvres, leur apportant une aide, pour laquelle il créa la Congrégation des esclaves du plus doux nom de Marie le 14 avril 1612. Il commença à recueillir les mendiants en les emmenant dans une maison appartenant au presbytre Pedro Fernández Navarrete, donnant ainsi naissance à ce qui allait devenir l'Hospice Général de Pauvres de l'Ave Maria.

### Fondation

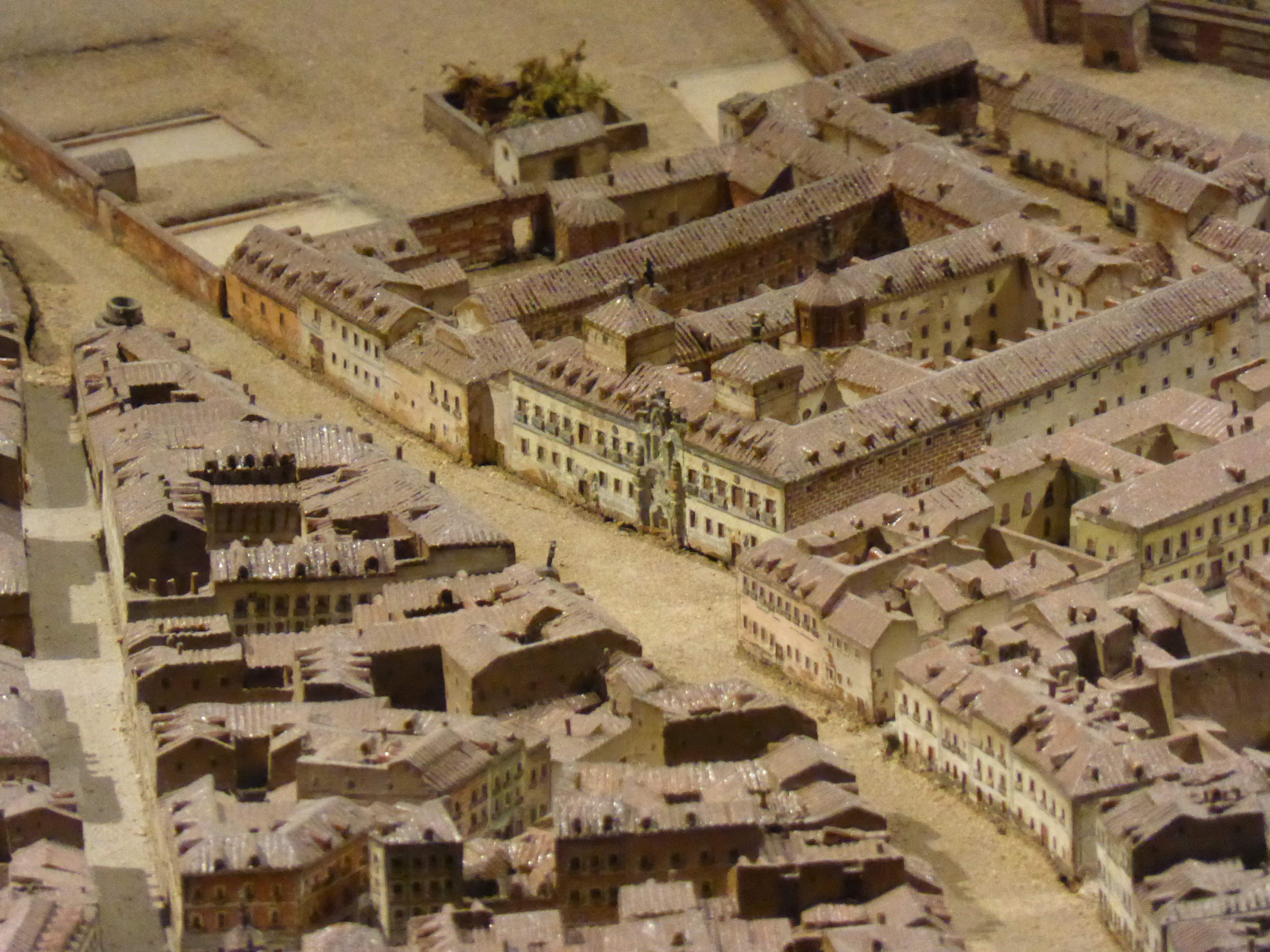
Maquette de Madrid, réalisée par l'ingénieur León Gil de Palacio, entre 1828 et 1830. Rue de Fuencarral, avec le pâté de maisons de l'ancien Hospice royal Saint Ferdinand, aujourd'hui musée.

Après sa mort en 1624, la congrégation a poursuivi son œuvre, fondant l'Hospice le 25 mars 1668 dans un petit local de la rue Santa Isabel, offert à cette fin par Don Juan Carvajal y Vargas, seigneur du Port et chevalier de Calatrava (Comte du Port).
En raison des mauvaises conditions sanitaires du site, il fut décidé en 1674 de le transférer dans la rue Alta de Fuencarral, dans des maisons appartenant à Carlos Goveo, où la congrégation s'installa le 1er mai. Il semble que cette refondation de l'Hospice ait été parrainée par la reine Marie-Anne d'Autriche, seconde épouse de Philippe IV, et financée par Benito de Trelles, marquis de Torralba, chambellan de Castille.
En 1721, sous le règne de Philippe V, il fut décidé de démolir ces maisons afin de pouvoir commencer la construction du bâtiment définitif, sur la base d'un projet de Pedro de Ribera. Des constructions précédentes, il ne reste que la chapelle, dont le projet est de José de Arroyo, où est exposée la magnifique toile de Luca Giordano, Saint Ferdinand devant la Vierge, peinte pour la chapelle. Les travaux ont été achevés en 1726.

### Monument Historique Artistique

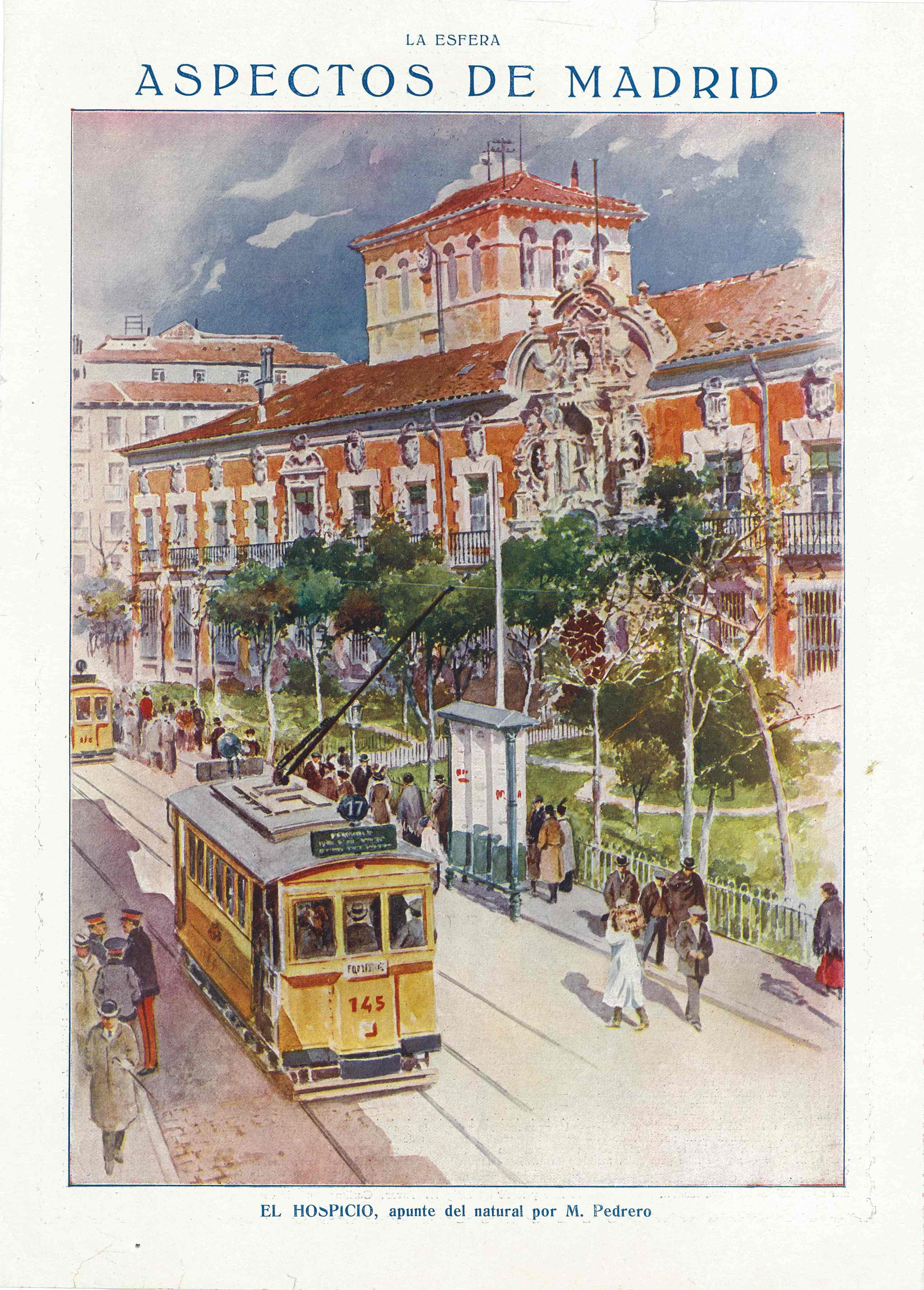
Vue de l'édifice au milieu des années 1910.

En 1919, l'hospice fut déclaré monument historique-artistique et cessa de fonctionner comme hôpital en 1922. Le bâtiment semblait condamné à disparaître, mais l'intervention de l'Académie royale des beaux-arts Saint-Ferdinand et l'initiative de la Société espagnole des amis de l'art permirent l'organisation de l'extraordinaire "Exposition du vieux Madrid" en 1926. Le conseil municipal  acquit le bâtiment et demanda à l'architecte Luis Bellido de procéder à une restauration complète afin d'accueillir l'exposition. À la suite de cela, le conseil décida en 1929 de créer le musée municipal.
En juillet 2002, les travaux de rénovation complète du bâtiment, dirigés par l'architecte Juan Pablo Rodríguez Frade, ont commencé, harmonisant le respect des éléments d'origine avec l'adaptation aux critères muséographiques les plus modernes, dans le but d'améliorer le service aux visiteurs. La réouverture, après plus de dix ans d'attente, a finalement eu lieu le 10 décembre 2014, avec de l'humidité sur la façade et des travaux encore en attente, comme l'adaptation de la chapelle et la réparation de la façade donnant sur la rue Beneficencia.

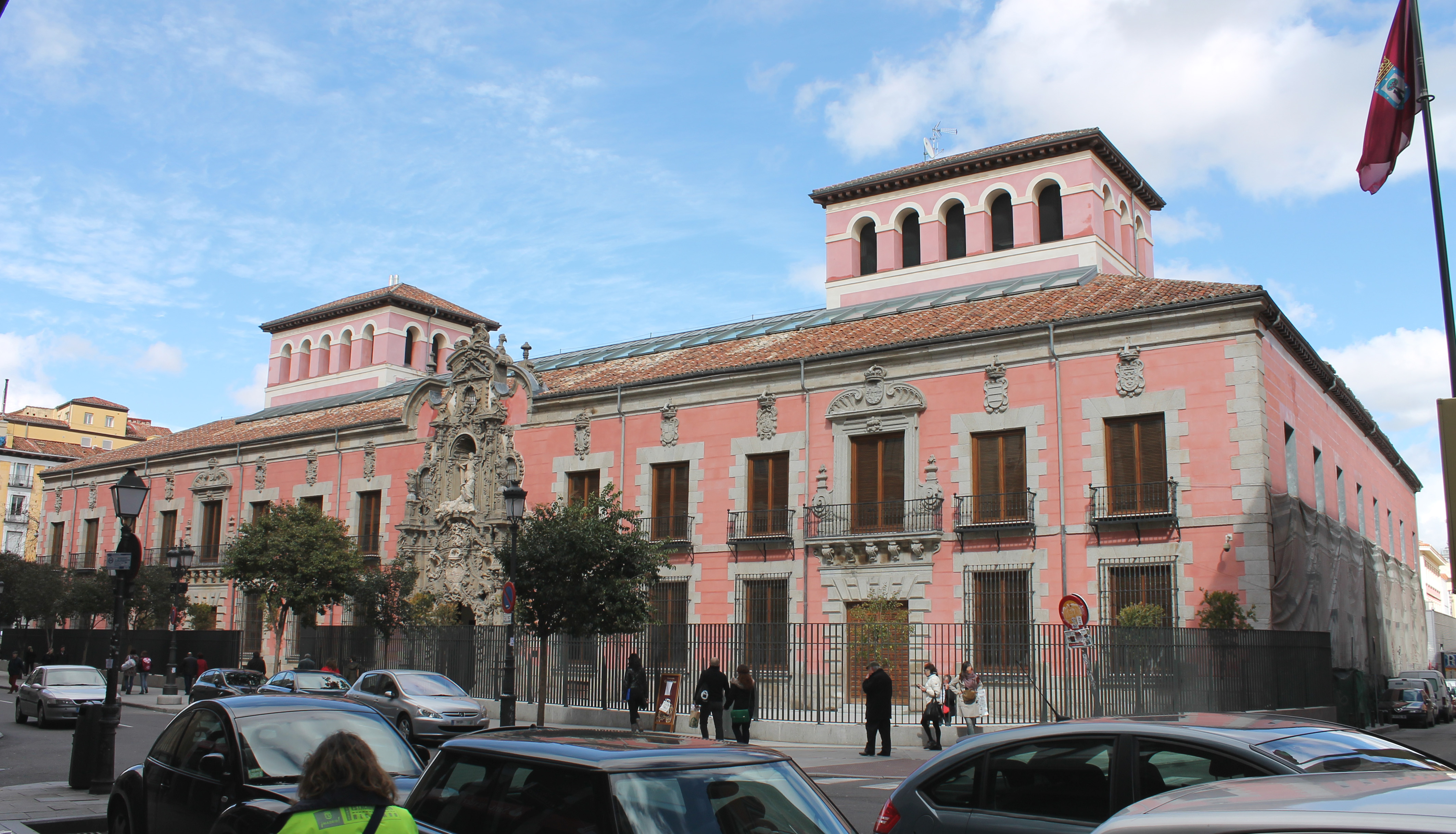
Façade de l'ancien hospice royal Saint-Ferdinand en 2013.

## Description
Le portail de l'ancien hospice, organisé comme un retable et décoré de manière ornementale, est divisé en deux sections dont le mouvement intense se manifeste dans toutes ses formes architecturales. Il se termine par un fronton courbe divisé en trois parties. Stipites, oculi et rocailles génèrent le rythme ondulant et ascendant qui conduit le regard vers la niche dans laquelle se trouve la sculpture de Saint Ferdinand.
Ce portail ressemble à une sculpture monumentale qui recherche un effet scénographique et s'intègre efficacement dans le tissu urbain.
La chapelle de l'hospice a une seule nef et un toit voûté en berceau avec des lunettes. Le transept possède une tour-lanterne surmontée d'une flèche en ardoise. La sobriété décorative de l'intérieur contraste avec la profusion ornementale de la façade.